# Knooppunt Kooimeer
Knooppunt Kooimeer is een Nederlands verkeersknooppunt in Noord-Holland bij Alkmaar. Dit knooppunt markeert het eindpunt van de A9 vanuit Beverwijk, die vanaf dit punt verdergaat als de N9 richting Den Helder. Het is een knooppunt dat sinds 2003 uit 3 delen bestaat: een verkeersplein, een onvolledige afrit (uitgevoerd als bypass) en een 3/4 afrit. Tot 2003 bestond dit knooppunt alleen uit een verkeersplein.
De benaming Kooimeerplein was oorspronkelijk de benaming voor het verkeersplein, voordat de rest van het knooppunt werd gebouwd. Deze benaming wordt tegenwoordig ook vaak gebruikt voor het gehele knooppunt, al is dit feitelijk onjuist.
Bijzonder is dat in de zuidwestelijke oksel van het verkeersplein een tankstation is gevestigd, iets dat vroeger veel verkeerspleinen hadden, maar tegenwoordig zeldzaam is.
In 2003 werd ten oosten van het verkeersplein een bypass aangelegd, waardoor de A9 nu vloeiend overgaat in de N242. Verkeer dat de A9/N9-route wil blijven volgen moet vanuit het zuiden een afrit nemen. Binnen het knooppunt (tussen het verkeersplein en de twee afritten in) bevindt zich het AZ-stadion.

## Richtingen knooppunt
| Aansluitende wegen                          | Aansluitende wegen | Aansluitende wegen                                 | Aansluitende wegen | Aansluitende wegen                                 |
| ------------------------------------------- | ------------------ | -------------------------------------------------- | ------------------ | -------------------------------------------------- |
| richting Alkmaar west / Bergen / Den Helder |                    | richting Alkmaar centrum / Kooimeer Vondelstraat   |                    | richting Alkmaar oost / Heerhugowaard / Middenmeer |
|                                             |                    |                                                    |                    |                                                    |
|                                             |                    |                                                    |                    |                                                    |
|                                             |                    |                                                    |                    |                                                    |
|                                             |                    | richting Beverwijk / Schiphol / Amstelveen / Weesp |                    | richting Industrieterrein Boekelermeer Smaragdweg  |

Almere · Amstel · Arnestein · Assen · Azelo · Badhoevedorp · Bankhoef · Batadorp · Beekbergen · Benelux · Beverwijk · Bodegraven ·  Boterdiep ·  Buren · Burgerveen · Coenplein · De Baars · De Hoek · De Hogt · De Nieuwe Meer · De Poel · De Punt · De Stok · Deil · Diemen · Drachten · Drie Klauwen · Eemnes · Ekkersweijer · Emmeloord · Empel · Euvelgunne · Everdingen · Ewijk · Galder · Gooimeer · Gorinchem · Gouwe · Grijsoord · Hattemerbroek · Heerenveen · Hellegatsplein · Het Vonderen · Hintham · Hoevelaken · Hofvliet · Holendrecht · Holsloot · Hoogeveen · Hooipolder · IJmuiden (niet officieel) · Joure · Julianaplein · Kerensheide · Kethelplein · Klaverpolder · Kleinpolderplein · Kooimeer · Kruisdonk · Kunderberg · Lankhorst · Leenderheide · Lunetten · Maanderbroek · Markiezaat · Muiderberg · Neerbosch · Noordhoek · Ommedijk · Oud-Dijk · Oudenrijn · Paalgraven · Princeville · Prins Clausplein · Raasdorp ·  Reitdiep ·  Ressen · Ridderkerk · Rijkevoort · Rijnsweerd · Rottepolderplein · Rozenburg · Sabina · Sint-Annabosch · Stelleplas · Slufter · Ten Esschen · Terbregseplein · Tiglia · Vaanplein · Valburg · Velperbroek · Velsen · Vlaardingen · Vught · Waterberg · Watergraafsmeer · Werpsterhoek · Westerlee · Ypenburg · Zaandam · Zaarderheiken · Zonzeel · Zoomland · Zuidbroek · Zurich

Geplande knooppunten:
De Liemers · Zestienhoven

Voormalige knooppunten:
Bocholtz · Ekkersrijt · Europaplein (Groningen) · Europaplein (Maastricht) · Lindenholt